# 속공간

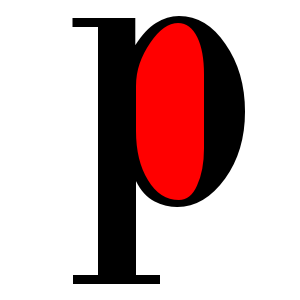
로마자 'p'의 속공간 영역 (붉은색)

속공간 또는 카운터 (Counter)는 타이포그래피에서 사용되는 용어로, 글자나 기호 속에 들어간 공간을 일컫는 말이다. 글자줄기로 둘러싸인 '닫힌속공간' (Closed counter)와 한두쪽 방면으로 개방되어 있는 '열린속공간' (Open counter)으로 나뉘며, 영미권에서는 속공간을 형성하는 글자줄기를 '볼' (bowl)이라 부르기도 한다.
로마자 글꼴의 경우 닫힌속공간이 들어간 글자로는 A, B, D, O, P, Q, R, a, b, d, e, g, o, p, q가 있다. 열린속공간이 들어간 글자로는 c, f, h, s 등을 예로 들 수 있다. 숫자 중에서도 0, 4, 6, 8, 9가 속공간이 들어간 기호다. 다만 소문자 'g'의 경우 ''와 같이 열린속공간과 닫힌속공간이 하나씩 들어간 형태가 있고, ''처럼 닫힌속공간이 복층으로 들어간 형태가 존재한다. 숫자 4의 경우에도 대부분 닫힌속공간 하나가 들어간 형태지만 일부 손글씨에서는 열린속공간처럼 보이는 형태를 취하기도 한다.
한글 글꼴에서는 ㅇ, ㅎ, ㅁ, ㅂ, ㅃ, ㄸ, ㅍ, ㅒ가 닫힌속공간이 들어간 글자다. ㅇ나 ㅎ의 경우 속공간이 보통보다 크면 글자의 느낌이 시원스러워지는 경향이 있다. 한편으로 속공간과 대비되는 말로서 '바깥공간'이란 용어도 존재하며, 속공간 바깥에 이뤄지는 공간 영역을 뜻한다. 바깥공간의 크기는 글자의 시각적 넓이와 반비례한다.

## 실제 사례

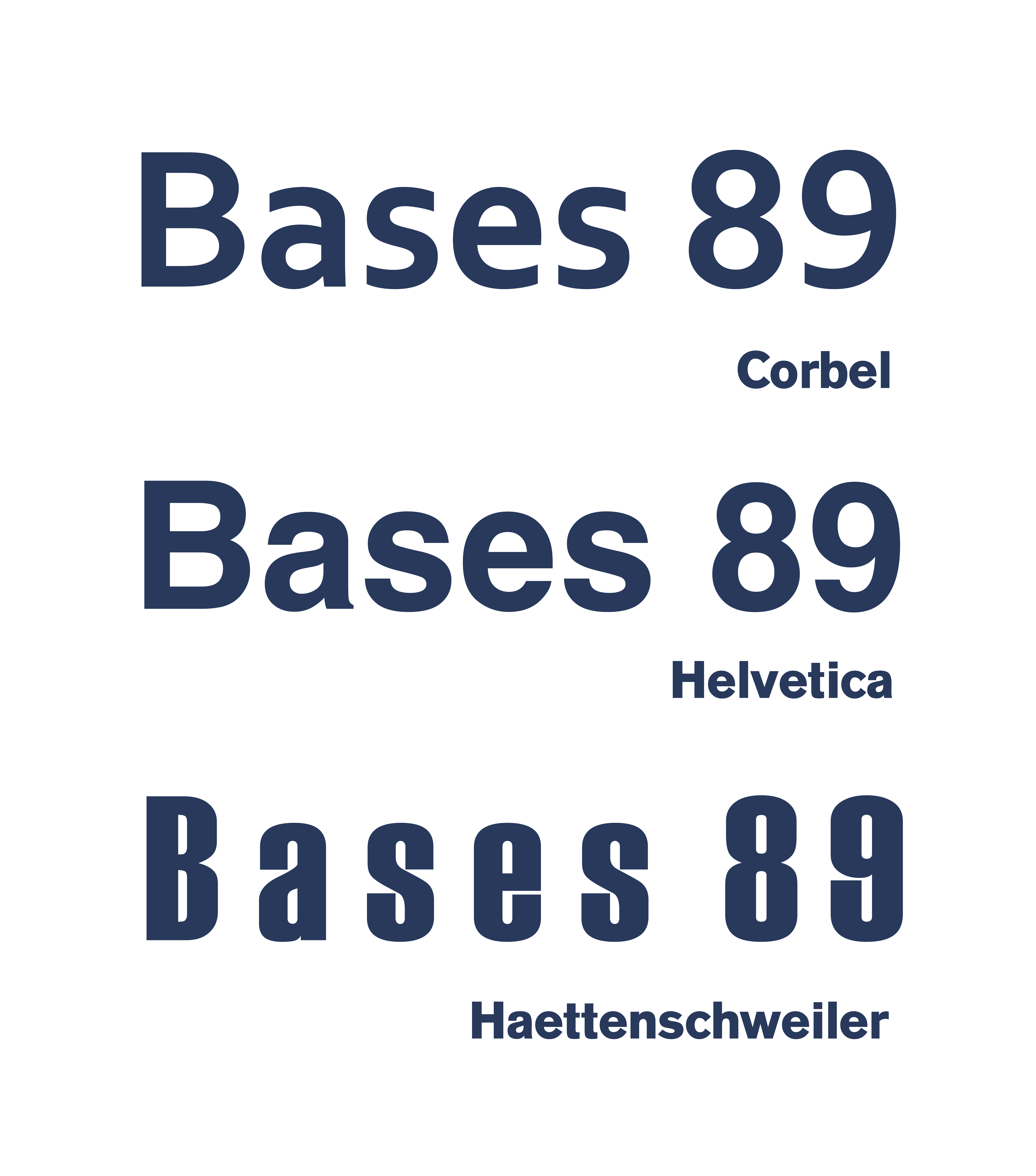
위에서부터 코르벨, 헬베티카, 해튼슈바일러체. 해튼슈바일러체의 숫자 8과 9가 거의 구별되지 않는 양상을 띈다.

닫힌속공간과 열린속공간의 쓰임새는 글꼴마다 기질이 다르다. 특히 글자줄기가 일정한 산세리프 계열 글꼴에서는 줄기를 굵게 쓰기만 해도 속공간이 협소해지기 마련이므로, 이를 어떻게 정리할지에 대한 디자인 결정력이 중요하다.
판독성 (legibility)을 중심으로 디자인된 글꼴은 속공간이 보다 개방되어 있으며, 각각의 획을 서로 널직하게 떼어두어 모호성을 줄인다. 이는 곧 멀리서 보여지는 표지판이나 시각에 문제가 있는 사람을 위한 디자인, 질 낮은 종이에 인쇄된 작은 글씨에 적용되는 등의 상황에서 효력을 발휘한다. 이러한 부류에 해당되는 로마자 글꼴로는 저화질 디지털 환경을 감안한 루시다 그란데, 트레뷰셋 MS, 코르벨, 드로이드 산스나 그밖의 인쇄 환경을 감안한 프루티거, FF 메타 등이 있다. 이런 디자인 트렌드는 80~90년대부터 서양권을 중심으로 휴머니스트 산세리프체가 널리 전파되고, 컴퓨터의 보급으로 저화질 스크린상에 표시될 또렷한 글꼴이 필요해지면서부터 보편화되었다.
반면 20세기 초부터 부상한 그로테스크나 네오그로테스크 산세리프 글꼴들은, 대표적으로 헬베티카를 들 수 있듯이 글자줄기의 끝을 서로 가깝게 포개도록 하여 속공간이 다소 폐쇄적이다. 이런 의도는 탁월하고 촘촘한 외형을 띄게 만들지만 비슷한 자체 (字體)를 구별하기 어렵게 만든다는 단점이 있다. 특히 임팩트나 해튼슈바일러 같은 상당히 압축된 형태를 띈 그로테스크 계열 글꼴은 크기를 작게 하면 숫자 '8'과 '9' 같은 글자가 거의 구별되지 않기도 한다. 이에 대해서는 "19세기 디도네 세리프 글꼴의 경우처럼, 인쇄기가 찍어 누를 때의 압력을 글자에 고루 분배하여 마모되는 것을 방지하기 위한 의도"로 보기도 한다.

## 같이 보기
- 단락